# Макс Ейве
Ма́кс Е́йве (нід. Max Euwe; 20 травня 1901 — 26 листопада 1981, Амстердам) — нідерландський шаховий гросмейстер і математик. П'ятий чемпіон світу з шахів (1935—1937). Президент ФІДЕ у 1970—1978 роках.

## Кар'єра
Народився в містечку біля Амстердама. Свій перший турнір виграв у 10 років, але покинув гру, поки не закінчив свою освіту в Амстердамському університеті і де в 1926 р. став професором математики. Після цього викладав математику спочатку в Роттердамі, потім у жіночому ліцеї в Амстердамі.
Ейве був чемпіоном Нідерландів протягом довгого часу: з 1921 до 1952 р. З 1920 р. до середини 1930 р. грав багато матчів проти сильних суперників. Ейве міг грати тільки під час шкільних канікул, що значно зменшувало його можливості брати участь у турнірах. Але шахова сила Ейве все-таки помалу росла і вже на початку 1930 років він був серед п'яти найсильніших гравців світу.
У 1934 р. в турнірі, який проходив у Цюриху Ейве посів друге місце після Олександра Алехіна. Але голландець обіграв Алехіна в партії проти нього.
15 грудня 1935 року після 30 партій матчу Алехін-Ейве, претендент виграв у чемпіона з рахунком 15,5-14,5 і став новим чемпіоном світу. Цей матч привернув увагу до шахів у Нідерландах.
Результати Ейве на турнірах у Ноттінгемі (1936) і АВРО турнірі (1938) показали, що він гідний чемпіон.
1937 року Ейве втратив свій титул у матчі реванші проти Алехіна, який також відбувався у Нідерландах, з рахунком 15,5-9,5.
У 1938 р. Ейве взяв участь у АВРО турнірі, де грали вісім найкращих шахістів світу. Там він посів четверте місце разом з Алехіним. Він також зіграв велику роль в організації цього змагання.
Ейве грав матч проти Пауля Кереса в 1939—1940 роках, де програв із рахунком 6,5-7,5.
Після смерті Алехіна в 1946, дехто вважав, що Ейве має повне моральне право на титул чемпіона світу, що частково підтверджувалося другим місцем, яке він посів на великому турнірі в Гронінгені. Проте Ейве погодився взяти участь в матч-турнірі 1948 року з п'ятьма гравцями, щоб визначити чемпіона. Але йому було 47 років, він був значно старшим, ніж інші учасники, й закінчив турнір останнім.
У ці роки Ейве грав у семи шахових олімпіадах за свою країну. У 1957 р. він зіграв короткий матч проти майбутнього чемпіона світу Роберта Фішера.
З 1970 до 1978 р. Ейве був президентом ФІДЕ і грав важливу роль в організації багатьох відомих змагань.
Ейве помер в 1981 році, коли йому було 80. Його поважали у всьому світі за величезний внесок в розвиток шахів.

## Біографія

### Дитинство і юність
Махгіліс Ейве народився 20 травня 1901 року в родині вчителя молодших класів церковної школи Корнеліуса Ейве і його дружини Елізабет. У Макса був старший брат Віллем, молодші брати Кеес і Боб, а також сестри Анні і Тіні. Пізніше Корнеліус був змушений змінити роботу й перейшов працювати в громадянську школу заради більшої зарплати, а також давав уроки скрипки і фортепіано. Він навчав музики і своїх дітей. Подружжя Ейве любило шахи й раз на тиждень влаштовувало турніри для знайомих. Макс навчився грати в чотири роки й невдовзі почав обігравати батьків.
Ейве відвідував ту саму школу, де викладав його батько. Особливі здібності мав до математики. Дитиною Ейве грав у юнацькому клубі, куди допускали шахістів 16-23 років. Для юного Ейве зробили виняток. У 12 років його прийняли до шахового клубу Амстердама. Наступного року Ейве переміг у сеансі одночасної гри відомого майстра Яна Кольсте. До чотирнадцяти років почав брати участь в турнірах, які проводила Шахова федерація Нідерландів.
У 1917 році увійшов до групи «Б» чемпіонату країни, отримавши першу грошову винагороду. Тоді в Голландії проживало багато відомих шахістів і з деякими з них молодий Ейве зміг познайомитися в клубі. Він особисто знав таких майстрів як: Зіґберт Тарраш, Ріхард Реті, Ксавери Тартаковер, Ґеза Мароці. Останній став близьким другом Ейве на десятиліття.

### Шлях до титулу
|   | a | b | c | d | e | f | g | h |   |
| 8 | d8 чорна тура · f8 чорний король · h8 чорна тура · a7 чорний пішак · b7 чорний слон · e7 чорний слон · f7 чорний пішак · g7 чорний пішак · h7 чорний пішак · b6 чорний пішак · f6 чорний кінь · b3 білий пішак · d3 чорний ферзь · f3 білий кінь · a2 білий пішак · b2 білий слон · d2 білий кінь · f2 білий пішак · g2 білий пішак · h2 білий пішак · c1 біла тура · d1 білий ферзь · e1 біла тура · g1 білий король | d8 чорна тура · f8 чорний король · h8 чорна тура · a7 чорний пішак · b7 чорний слон · e7 чорний слон · f7 чорний пішак · g7 чорний пішак · h7 чорний пішак · b6 чорний пішак · f6 чорний кінь · b3 білий пішак · d3 чорний ферзь · f3 білий кінь · a2 білий пішак · b2 білий слон · d2 білий кінь · f2 білий пішак · g2 білий пішак · h2 білий пішак · c1 біла тура · d1 білий ферзь · e1 біла тура · g1 білий король | d8 чорна тура · f8 чорний король · h8 чорна тура · a7 чорний пішак · b7 чорний слон · e7 чорний слон · f7 чорний пішак · g7 чорний пішак · h7 чорний пішак · b6 чорний пішак · f6 чорний кінь · b3 білий пішак · d3 чорний ферзь · f3 білий кінь · a2 білий пішак · b2 білий слон · d2 білий кінь · f2 білий пішак · g2 білий пішак · h2 білий пішак · c1 біла тура · d1 білий ферзь · e1 біла тура · g1 білий король | d8 чорна тура · f8 чорний король · h8 чорна тура · a7 чорний пішак · b7 чорний слон · e7 чорний слон · f7 чорний пішак · g7 чорний пішак · h7 чорний пішак · b6 чорний пішак · f6 чорний кінь · b3 білий пішак · d3 чорний ферзь · f3 білий кінь · a2 білий пішак · b2 білий слон · d2 білий кінь · f2 білий пішак · g2 білий пішак · h2 білий пішак · c1 біла тура · d1 білий ферзь · e1 біла тура · g1 білий король | d8 чорна тура · f8 чорний король · h8 чорна тура · a7 чорний пішак · b7 чорний слон · e7 чорний слон · f7 чорний пішак · g7 чорний пішак · h7 чорний пішак · b6 чорний пішак · f6 чорний кінь · b3 білий пішак · d3 чорний ферзь · f3 білий кінь · a2 білий пішак · b2 білий слон · d2 білий кінь · f2 білий пішак · g2 білий пішак · h2 білий пішак · c1 біла тура · d1 білий ферзь · e1 біла тура · g1 білий король | d8 чорна тура · f8 чорний король · h8 чорна тура · a7 чорний пішак · b7 чорний слон · e7 чорний слон · f7 чорний пішак · g7 чорний пішак · h7 чорний пішак · b6 чорний пішак · f6 чорний кінь · b3 білий пішак · d3 чорний ферзь · f3 білий кінь · a2 білий пішак · b2 білий слон · d2 білий кінь · f2 білий пішак · g2 білий пішак · h2 білий пішак · c1 біла тура · d1 білий ферзь · e1 біла тура · g1 білий король | d8 чорна тура · f8 чорний король · h8 чорна тура · a7 чорний пішак · b7 чорний слон · e7 чорний слон · f7 чорний пішак · g7 чорний пішак · h7 чорний пішак · b6 чорний пішак · f6 чорний кінь · b3 білий пішак · d3 чорний ферзь · f3 білий кінь · a2 білий пішак · b2 білий слон · d2 білий кінь · f2 білий пішак · g2 білий пішак · h2 білий пішак · c1 біла тура · d1 білий ферзь · e1 біла тура · g1 білий король | d8 чорна тура · f8 чорний король · h8 чорна тура · a7 чорний пішак · b7 чорний слон · e7 чорний слон · f7 чорний пішак · g7 чорний пішак · h7 чорний пішак · b6 чорний пішак · f6 чорний кінь · b3 білий пішак · d3 чорний ферзь · f3 білий кінь · a2 білий пішак · b2 білий слон · d2 білий кінь · f2 білий пішак · g2 білий пішак · h2 білий пішак · c1 біла тура · d1 білий ферзь · e1 біла тура · g1 білий король | 8 |
| 7 | d8 чорна тура · f8 чорний король · h8 чорна тура · a7 чорний пішак · b7 чорний слон · e7 чорний слон · f7 чорний пішак · g7 чорний пішак · h7 чорний пішак · b6 чорний пішак · f6 чорний кінь · b3 білий пішак · d3 чорний ферзь · f3 білий кінь · a2 білий пішак · b2 білий слон · d2 білий кінь · f2 білий пішак · g2 білий пішак · h2 білий пішак · c1 біла тура · d1 білий ферзь · e1 біла тура · g1 білий король | d8 чорна тура · f8 чорний король · h8 чорна тура · a7 чорний пішак · b7 чорний слон · e7 чорний слон · f7 чорний пішак · g7 чорний пішак · h7 чорний пішак · b6 чорний пішак · f6 чорний кінь · b3 білий пішак · d3 чорний ферзь · f3 білий кінь · a2 білий пішак · b2 білий слон · d2 білий кінь · f2 білий пішак · g2 білий пішак · h2 білий пішак · c1 біла тура · d1 білий ферзь · e1 біла тура · g1 білий король | d8 чорна тура · f8 чорний король · h8 чорна тура · a7 чорний пішак · b7 чорний слон · e7 чорний слон · f7 чорний пішак · g7 чорний пішак · h7 чорний пішак · b6 чорний пішак · f6 чорний кінь · b3 білий пішак · d3 чорний ферзь · f3 білий кінь · a2 білий пішак · b2 білий слон · d2 білий кінь · f2 білий пішак · g2 білий пішак · h2 білий пішак · c1 біла тура · d1 білий ферзь · e1 біла тура · g1 білий король | d8 чорна тура · f8 чорний король · h8 чорна тура · a7 чорний пішак · b7 чорний слон · e7 чорний слон · f7 чорний пішак · g7 чорний пішак · h7 чорний пішак · b6 чорний пішак · f6 чорний кінь · b3 білий пішак · d3 чорний ферзь · f3 білий кінь · a2 білий пішак · b2 білий слон · d2 білий кінь · f2 білий пішак · g2 білий пішак · h2 білий пішак · c1 біла тура · d1 білий ферзь · e1 біла тура · g1 білий король | d8 чорна тура · f8 чорний король · h8 чорна тура · a7 чорний пішак · b7 чорний слон · e7 чорний слон · f7 чорний пішак · g7 чорний пішак · h7 чорний пішак · b6 чорний пішак · f6 чорний кінь · b3 білий пішак · d3 чорний ферзь · f3 білий кінь · a2 білий пішак · b2 білий слон · d2 білий кінь · f2 білий пішак · g2 білий пішак · h2 білий пішак · c1 біла тура · d1 білий ферзь · e1 біла тура · g1 білий король | d8 чорна тура · f8 чорний король · h8 чорна тура · a7 чорний пішак · b7 чорний слон · e7 чорний слон · f7 чорний пішак · g7 чорний пішак · h7 чорний пішак · b6 чорний пішак · f6 чорний кінь · b3 білий пішак · d3 чорний ферзь · f3 білий кінь · a2 білий пішак · b2 білий слон · d2 білий кінь · f2 білий пішак · g2 білий пішак · h2 білий пішак · c1 біла тура · d1 білий ферзь · e1 біла тура · g1 білий король | d8 чорна тура · f8 чорний король · h8 чорна тура · a7 чорний пішак · b7 чорний слон · e7 чорний слон · f7 чорний пішак · g7 чорний пішак · h7 чорний пішак · b6 чорний пішак · f6 чорний кінь · b3 білий пішак · d3 чорний ферзь · f3 білий кінь · a2 білий пішак · b2 білий слон · d2 білий кінь · f2 білий пішак · g2 білий пішак · h2 білий пішак · c1 біла тура · d1 білий ферзь · e1 біла тура · g1 білий король | d8 чорна тура · f8 чорний король · h8 чорна тура · a7 чорний пішак · b7 чорний слон · e7 чорний слон · f7 чорний пішак · g7 чорний пішак · h7 чорний пішак · b6 чорний пішак · f6 чорний кінь · b3 білий пішак · d3 чорний ферзь · f3 білий кінь · a2 білий пішак · b2 білий слон · d2 білий кінь · f2 білий пішак · g2 білий пішак · h2 білий пішак · c1 біла тура · d1 білий ферзь · e1 біла тура · g1 білий король | 7 |
| 6 | d8 чорна тура · f8 чорний король · h8 чорна тура · a7 чорний пішак · b7 чорний слон · e7 чорний слон · f7 чорний пішак · g7 чорний пішак · h7 чорний пішак · b6 чорний пішак · f6 чорний кінь · b3 білий пішак · d3 чорний ферзь · f3 білий кінь · a2 білий пішак · b2 білий слон · d2 білий кінь · f2 білий пішак · g2 білий пішак · h2 білий пішак · c1 біла тура · d1 білий ферзь · e1 біла тура · g1 білий король | d8 чорна тура · f8 чорний король · h8 чорна тура · a7 чорний пішак · b7 чорний слон · e7 чорний слон · f7 чорний пішак · g7 чорний пішак · h7 чорний пішак · b6 чорний пішак · f6 чорний кінь · b3 білий пішак · d3 чорний ферзь · f3 білий кінь · a2 білий пішак · b2 білий слон · d2 білий кінь · f2 білий пішак · g2 білий пішак · h2 білий пішак · c1 біла тура · d1 білий ферзь · e1 біла тура · g1 білий король | d8 чорна тура · f8 чорний король · h8 чорна тура · a7 чорний пішак · b7 чорний слон · e7 чорний слон · f7 чорний пішак · g7 чорний пішак · h7 чорний пішак · b6 чорний пішак · f6 чорний кінь · b3 білий пішак · d3 чорний ферзь · f3 білий кінь · a2 білий пішак · b2 білий слон · d2 білий кінь · f2 білий пішак · g2 білий пішак · h2 білий пішак · c1 біла тура · d1 білий ферзь · e1 біла тура · g1 білий король | d8 чорна тура · f8 чорний король · h8 чорна тура · a7 чорний пішак · b7 чорний слон · e7 чорний слон · f7 чорний пішак · g7 чорний пішак · h7 чорний пішак · b6 чорний пішак · f6 чорний кінь · b3 білий пішак · d3 чорний ферзь · f3 білий кінь · a2 білий пішак · b2 білий слон · d2 білий кінь · f2 білий пішак · g2 білий пішак · h2 білий пішак · c1 біла тура · d1 білий ферзь · e1 біла тура · g1 білий король | d8 чорна тура · f8 чорний король · h8 чорна тура · a7 чорний пішак · b7 чорний слон · e7 чорний слон · f7 чорний пішак · g7 чорний пішак · h7 чорний пішак · b6 чорний пішак · f6 чорний кінь · b3 білий пішак · d3 чорний ферзь · f3 білий кінь · a2 білий пішак · b2 білий слон · d2 білий кінь · f2 білий пішак · g2 білий пішак · h2 білий пішак · c1 біла тура · d1 білий ферзь · e1 біла тура · g1 білий король | d8 чорна тура · f8 чорний король · h8 чорна тура · a7 чорний пішак · b7 чорний слон · e7 чорний слон · f7 чорний пішак · g7 чорний пішак · h7 чорний пішак · b6 чорний пішак · f6 чорний кінь · b3 білий пішак · d3 чорний ферзь · f3 білий кінь · a2 білий пішак · b2 білий слон · d2 білий кінь · f2 білий пішак · g2 білий пішак · h2 білий пішак · c1 біла тура · d1 білий ферзь · e1 біла тура · g1 білий король | d8 чорна тура · f8 чорний король · h8 чорна тура · a7 чорний пішак · b7 чорний слон · e7 чорний слон · f7 чорний пішак · g7 чорний пішак · h7 чорний пішак · b6 чорний пішак · f6 чорний кінь · b3 білий пішак · d3 чорний ферзь · f3 білий кінь · a2 білий пішак · b2 білий слон · d2 білий кінь · f2 білий пішак · g2 білий пішак · h2 білий пішак · c1 біла тура · d1 білий ферзь · e1 біла тура · g1 білий король | d8 чорна тура · f8 чорний король · h8 чорна тура · a7 чорний пішак · b7 чорний слон · e7 чорний слон · f7 чорний пішак · g7 чорний пішак · h7 чорний пішак · b6 чорний пішак · f6 чорний кінь · b3 білий пішак · d3 чорний ферзь · f3 білий кінь · a2 білий пішак · b2 білий слон · d2 білий кінь · f2 білий пішак · g2 білий пішак · h2 білий пішак · c1 біла тура · d1 білий ферзь · e1 біла тура · g1 білий король | 6 |
| 5 | d8 чорна тура · f8 чорний король · h8 чорна тура · a7 чорний пішак · b7 чорний слон · e7 чорний слон · f7 чорний пішак · g7 чорний пішак · h7 чорний пішак · b6 чорний пішак · f6 чорний кінь · b3 білий пішак · d3 чорний ферзь · f3 білий кінь · a2 білий пішак · b2 білий слон · d2 білий кінь · f2 білий пішак · g2 білий пішак · h2 білий пішак · c1 біла тура · d1 білий ферзь · e1 біла тура · g1 білий король | d8 чорна тура · f8 чорний король · h8 чорна тура · a7 чорний пішак · b7 чорний слон · e7 чорний слон · f7 чорний пішак · g7 чорний пішак · h7 чорний пішак · b6 чорний пішак · f6 чорний кінь · b3 білий пішак · d3 чорний ферзь · f3 білий кінь · a2 білий пішак · b2 білий слон · d2 білий кінь · f2 білий пішак · g2 білий пішак · h2 білий пішак · c1 біла тура · d1 білий ферзь · e1 біла тура · g1 білий король | d8 чорна тура · f8 чорний король · h8 чорна тура · a7 чорний пішак · b7 чорний слон · e7 чорний слон · f7 чорний пішак · g7 чорний пішак · h7 чорний пішак · b6 чорний пішак · f6 чорний кінь · b3 білий пішак · d3 чорний ферзь · f3 білий кінь · a2 білий пішак · b2 білий слон · d2 білий кінь · f2 білий пішак · g2 білий пішак · h2 білий пішак · c1 біла тура · d1 білий ферзь · e1 біла тура · g1 білий король | d8 чорна тура · f8 чорний король · h8 чорна тура · a7 чорний пішак · b7 чорний слон · e7 чорний слон · f7 чорний пішак · g7 чорний пішак · h7 чорний пішак · b6 чорний пішак · f6 чорний кінь · b3 білий пішак · d3 чорний ферзь · f3 білий кінь · a2 білий пішак · b2 білий слон · d2 білий кінь · f2 білий пішак · g2 білий пішак · h2 білий пішак · c1 біла тура · d1 білий ферзь · e1 біла тура · g1 білий король | d8 чорна тура · f8 чорний король · h8 чорна тура · a7 чорний пішак · b7 чорний слон · e7 чорний слон · f7 чорний пішак · g7 чорний пішак · h7 чорний пішак · b6 чорний пішак · f6 чорний кінь · b3 білий пішак · d3 чорний ферзь · f3 білий кінь · a2 білий пішак · b2 білий слон · d2 білий кінь · f2 білий пішак · g2 білий пішак · h2 білий пішак · c1 біла тура · d1 білий ферзь · e1 біла тура · g1 білий король | d8 чорна тура · f8 чорний король · h8 чорна тура · a7 чорний пішак · b7 чорний слон · e7 чорний слон · f7 чорний пішак · g7 чорний пішак · h7 чорний пішак · b6 чорний пішак · f6 чорний кінь · b3 білий пішак · d3 чорний ферзь · f3 білий кінь · a2 білий пішак · b2 білий слон · d2 білий кінь · f2 білий пішак · g2 білий пішак · h2 білий пішак · c1 біла тура · d1 білий ферзь · e1 біла тура · g1 білий король | d8 чорна тура · f8 чорний король · h8 чорна тура · a7 чорний пішак · b7 чорний слон · e7 чорний слон · f7 чорний пішак · g7 чорний пішак · h7 чорний пішак · b6 чорний пішак · f6 чорний кінь · b3 білий пішак · d3 чорний ферзь · f3 білий кінь · a2 білий пішак · b2 білий слон · d2 білий кінь · f2 білий пішак · g2 білий пішак · h2 білий пішак · c1 біла тура · d1 білий ферзь · e1 біла тура · g1 білий король | d8 чорна тура · f8 чорний король · h8 чорна тура · a7 чорний пішак · b7 чорний слон · e7 чорний слон · f7 чорний пішак · g7 чорний пішак · h7 чорний пішак · b6 чорний пішак · f6 чорний кінь · b3 білий пішак · d3 чорний ферзь · f3 білий кінь · a2 білий пішак · b2 білий слон · d2 білий кінь · f2 білий пішак · g2 білий пішак · h2 білий пішак · c1 біла тура · d1 білий ферзь · e1 біла тура · g1 білий король | 5 |
| 4 | d8 чорна тура · f8 чорний король · h8 чорна тура · a7 чорний пішак · b7 чорний слон · e7 чорний слон · f7 чорний пішак · g7 чорний пішак · h7 чорний пішак · b6 чорний пішак · f6 чорний кінь · b3 білий пішак · d3 чорний ферзь · f3 білий кінь · a2 білий пішак · b2 білий слон · d2 білий кінь · f2 білий пішак · g2 білий пішак · h2 білий пішак · c1 біла тура · d1 білий ферзь · e1 біла тура · g1 білий король | d8 чорна тура · f8 чорний король · h8 чорна тура · a7 чорний пішак · b7 чорний слон · e7 чорний слон · f7 чорний пішак · g7 чорний пішак · h7 чорний пішак · b6 чорний пішак · f6 чорний кінь · b3 білий пішак · d3 чорний ферзь · f3 білий кінь · a2 білий пішак · b2 білий слон · d2 білий кінь · f2 білий пішак · g2 білий пішак · h2 білий пішак · c1 біла тура · d1 білий ферзь · e1 біла тура · g1 білий король | d8 чорна тура · f8 чорний король · h8 чорна тура · a7 чорний пішак · b7 чорний слон · e7 чорний слон · f7 чорний пішак · g7 чорний пішак · h7 чорний пішак · b6 чорний пішак · f6 чорний кінь · b3 білий пішак · d3 чорний ферзь · f3 білий кінь · a2 білий пішак · b2 білий слон · d2 білий кінь · f2 білий пішак · g2 білий пішак · h2 білий пішак · c1 біла тура · d1 білий ферзь · e1 біла тура · g1 білий король | d8 чорна тура · f8 чорний король · h8 чорна тура · a7 чорний пішак · b7 чорний слон · e7 чорний слон · f7 чорний пішак · g7 чорний пішак · h7 чорний пішак · b6 чорний пішак · f6 чорний кінь · b3 білий пішак · d3 чорний ферзь · f3 білий кінь · a2 білий пішак · b2 білий слон · d2 білий кінь · f2 білий пішак · g2 білий пішак · h2 білий пішак · c1 біла тура · d1 білий ферзь · e1 біла тура · g1 білий король | d8 чорна тура · f8 чорний король · h8 чорна тура · a7 чорний пішак · b7 чорний слон · e7 чорний слон · f7 чорний пішак · g7 чорний пішак · h7 чорний пішак · b6 чорний пішак · f6 чорний кінь · b3 білий пішак · d3 чорний ферзь · f3 білий кінь · a2 білий пішак · b2 білий слон · d2 білий кінь · f2 білий пішак · g2 білий пішак · h2 білий пішак · c1 біла тура · d1 білий ферзь · e1 біла тура · g1 білий король | d8 чорна тура · f8 чорний король · h8 чорна тура · a7 чорний пішак · b7 чорний слон · e7 чорний слон · f7 чорний пішак · g7 чорний пішак · h7 чорний пішак · b6 чорний пішак · f6 чорний кінь · b3 білий пішак · d3 чорний ферзь · f3 білий кінь · a2 білий пішак · b2 білий слон · d2 білий кінь · f2 білий пішак · g2 білий пішак · h2 білий пішак · c1 біла тура · d1 білий ферзь · e1 біла тура · g1 білий король | d8 чорна тура · f8 чорний король · h8 чорна тура · a7 чорний пішак · b7 чорний слон · e7 чорний слон · f7 чорний пішак · g7 чорний пішак · h7 чорний пішак · b6 чорний пішак · f6 чорний кінь · b3 білий пішак · d3 чорний ферзь · f3 білий кінь · a2 білий пішак · b2 білий слон · d2 білий кінь · f2 білий пішак · g2 білий пішак · h2 білий пішак · c1 біла тура · d1 білий ферзь · e1 біла тура · g1 білий король | d8 чорна тура · f8 чорний король · h8 чорна тура · a7 чорний пішак · b7 чорний слон · e7 чорний слон · f7 чорний пішак · g7 чорний пішак · h7 чорний пішак · b6 чорний пішак · f6 чорний кінь · b3 білий пішак · d3 чорний ферзь · f3 білий кінь · a2 білий пішак · b2 білий слон · d2 білий кінь · f2 білий пішак · g2 білий пішак · h2 білий пішак · c1 біла тура · d1 білий ферзь · e1 біла тура · g1 білий король | 4 |
| 3 | d8 чорна тура · f8 чорний король · h8 чорна тура · a7 чорний пішак · b7 чорний слон · e7 чорний слон · f7 чорний пішак · g7 чорний пішак · h7 чорний пішак · b6 чорний пішак · f6 чорний кінь · b3 білий пішак · d3 чорний ферзь · f3 білий кінь · a2 білий пішак · b2 білий слон · d2 білий кінь · f2 білий пішак · g2 білий пішак · h2 білий пішак · c1 біла тура · d1 білий ферзь · e1 біла тура · g1 білий король | d8 чорна тура · f8 чорний король · h8 чорна тура · a7 чорний пішак · b7 чорний слон · e7 чорний слон · f7 чорний пішак · g7 чорний пішак · h7 чорний пішак · b6 чорний пішак · f6 чорний кінь · b3 білий пішак · d3 чорний ферзь · f3 білий кінь · a2 білий пішак · b2 білий слон · d2 білий кінь · f2 білий пішак · g2 білий пішак · h2 білий пішак · c1 біла тура · d1 білий ферзь · e1 біла тура · g1 білий король | d8 чорна тура · f8 чорний король · h8 чорна тура · a7 чорний пішак · b7 чорний слон · e7 чорний слон · f7 чорний пішак · g7 чорний пішак · h7 чорний пішак · b6 чорний пішак · f6 чорний кінь · b3 білий пішак · d3 чорний ферзь · f3 білий кінь · a2 білий пішак · b2 білий слон · d2 білий кінь · f2 білий пішак · g2 білий пішак · h2 білий пішак · c1 біла тура · d1 білий ферзь · e1 біла тура · g1 білий король | d8 чорна тура · f8 чорний король · h8 чорна тура · a7 чорний пішак · b7 чорний слон · e7 чорний слон · f7 чорний пішак · g7 чорний пішак · h7 чорний пішак · b6 чорний пішак · f6 чорний кінь · b3 білий пішак · d3 чорний ферзь · f3 білий кінь · a2 білий пішак · b2 білий слон · d2 білий кінь · f2 білий пішак · g2 білий пішак · h2 білий пішак · c1 біла тура · d1 білий ферзь · e1 біла тура · g1 білий король | d8 чорна тура · f8 чорний король · h8 чорна тура · a7 чорний пішак · b7 чорний слон · e7 чорний слон · f7 чорний пішак · g7 чорний пішак · h7 чорний пішак · b6 чорний пішак · f6 чорний кінь · b3 білий пішак · d3 чорний ферзь · f3 білий кінь · a2 білий пішак · b2 білий слон · d2 білий кінь · f2 білий пішак · g2 білий пішак · h2 білий пішак · c1 біла тура · d1 білий ферзь · e1 біла тура · g1 білий король | d8 чорна тура · f8 чорний король · h8 чорна тура · a7 чорний пішак · b7 чорний слон · e7 чорний слон · f7 чорний пішак · g7 чорний пішак · h7 чорний пішак · b6 чорний пішак · f6 чорний кінь · b3 білий пішак · d3 чорний ферзь · f3 білий кінь · a2 білий пішак · b2 білий слон · d2 білий кінь · f2 білий пішак · g2 білий пішак · h2 білий пішак · c1 біла тура · d1 білий ферзь · e1 біла тура · g1 білий король | d8 чорна тура · f8 чорний король · h8 чорна тура · a7 чорний пішак · b7 чорний слон · e7 чорний слон · f7 чорний пішак · g7 чорний пішак · h7 чорний пішак · b6 чорний пішак · f6 чорний кінь · b3 білий пішак · d3 чорний ферзь · f3 білий кінь · a2 білий пішак · b2 білий слон · d2 білий кінь · f2 білий пішак · g2 білий пішак · h2 білий пішак · c1 біла тура · d1 білий ферзь · e1 біла тура · g1 білий король | d8 чорна тура · f8 чорний король · h8 чорна тура · a7 чорний пішак · b7 чорний слон · e7 чорний слон · f7 чорний пішак · g7 чорний пішак · h7 чорний пішак · b6 чорний пішак · f6 чорний кінь · b3 білий пішак · d3 чорний ферзь · f3 білий кінь · a2 білий пішак · b2 білий слон · d2 білий кінь · f2 білий пішак · g2 білий пішак · h2 білий пішак · c1 біла тура · d1 білий ферзь · e1 біла тура · g1 білий король | 3 |
| 2 | d8 чорна тура · f8 чорний король · h8 чорна тура · a7 чорний пішак · b7 чорний слон · e7 чорний слон · f7 чорний пішак · g7 чорний пішак · h7 чорний пішак · b6 чорний пішак · f6 чорний кінь · b3 білий пішак · d3 чорний ферзь · f3 білий кінь · a2 білий пішак · b2 білий слон · d2 білий кінь · f2 білий пішак · g2 білий пішак · h2 білий пішак · c1 біла тура · d1 білий ферзь · e1 біла тура · g1 білий король | d8 чорна тура · f8 чорний король · h8 чорна тура · a7 чорний пішак · b7 чорний слон · e7 чорний слон · f7 чорний пішак · g7 чорний пішак · h7 чорний пішак · b6 чорний пішак · f6 чорний кінь · b3 білий пішак · d3 чорний ферзь · f3 білий кінь · a2 білий пішак · b2 білий слон · d2 білий кінь · f2 білий пішак · g2 білий пішак · h2 білий пішак · c1 біла тура · d1 білий ферзь · e1 біла тура · g1 білий король | d8 чорна тура · f8 чорний король · h8 чорна тура · a7 чорний пішак · b7 чорний слон · e7 чорний слон · f7 чорний пішак · g7 чорний пішак · h7 чорний пішак · b6 чорний пішак · f6 чорний кінь · b3 білий пішак · d3 чорний ферзь · f3 білий кінь · a2 білий пішак · b2 білий слон · d2 білий кінь · f2 білий пішак · g2 білий пішак · h2 білий пішак · c1 біла тура · d1 білий ферзь · e1 біла тура · g1 білий король | d8 чорна тура · f8 чорний король · h8 чорна тура · a7 чорний пішак · b7 чорний слон · e7 чорний слон · f7 чорний пішак · g7 чорний пішак · h7 чорний пішак · b6 чорний пішак · f6 чорний кінь · b3 білий пішак · d3 чорний ферзь · f3 білий кінь · a2 білий пішак · b2 білий слон · d2 білий кінь · f2 білий пішак · g2 білий пішак · h2 білий пішак · c1 біла тура · d1 білий ферзь · e1 біла тура · g1 білий король | d8 чорна тура · f8 чорний король · h8 чорна тура · a7 чорний пішак · b7 чорний слон · e7 чорний слон · f7 чорний пішак · g7 чорний пішак · h7 чорний пішак · b6 чорний пішак · f6 чорний кінь · b3 білий пішак · d3 чорний ферзь · f3 білий кінь · a2 білий пішак · b2 білий слон · d2 білий кінь · f2 білий пішак · g2 білий пішак · h2 білий пішак · c1 біла тура · d1 білий ферзь · e1 біла тура · g1 білий король | d8 чорна тура · f8 чорний король · h8 чорна тура · a7 чорний пішак · b7 чорний слон · e7 чорний слон · f7 чорний пішак · g7 чорний пішак · h7 чорний пішак · b6 чорний пішак · f6 чорний кінь · b3 білий пішак · d3 чорний ферзь · f3 білий кінь · a2 білий пішак · b2 білий слон · d2 білий кінь · f2 білий пішак · g2 білий пішак · h2 білий пішак · c1 біла тура · d1 білий ферзь · e1 біла тура · g1 білий король | d8 чорна тура · f8 чорний король · h8 чорна тура · a7 чорний пішак · b7 чорний слон · e7 чорний слон · f7 чорний пішак · g7 чорний пішак · h7 чорний пішак · b6 чорний пішак · f6 чорний кінь · b3 білий пішак · d3 чорний ферзь · f3 білий кінь · a2 білий пішак · b2 білий слон · d2 білий кінь · f2 білий пішак · g2 білий пішак · h2 білий пішак · c1 біла тура · d1 білий ферзь · e1 біла тура · g1 білий король | d8 чорна тура · f8 чорний король · h8 чорна тура · a7 чорний пішак · b7 чорний слон · e7 чорний слон · f7 чорний пішак · g7 чорний пішак · h7 чорний пішак · b6 чорний пішак · f6 чорний кінь · b3 білий пішак · d3 чорний ферзь · f3 білий кінь · a2 білий пішак · b2 білий слон · d2 білий кінь · f2 білий пішак · g2 білий пішак · h2 білий пішак · c1 біла тура · d1 білий ферзь · e1 біла тура · g1 білий король | 2 |
| 1 | d8 чорна тура · f8 чорний король · h8 чорна тура · a7 чорний пішак · b7 чорний слон · e7 чорний слон · f7 чорний пішак · g7 чорний пішак · h7 чорний пішак · b6 чорний пішак · f6 чорний кінь · b3 білий пішак · d3 чорний ферзь · f3 білий кінь · a2 білий пішак · b2 білий слон · d2 білий кінь · f2 білий пішак · g2 білий пішак · h2 білий пішак · c1 біла тура · d1 білий ферзь · e1 біла тура · g1 білий король | d8 чорна тура · f8 чорний король · h8 чорна тура · a7 чорний пішак · b7 чорний слон · e7 чорний слон · f7 чорний пішак · g7 чорний пішак · h7 чорний пішак · b6 чорний пішак · f6 чорний кінь · b3 білий пішак · d3 чорний ферзь · f3 білий кінь · a2 білий пішак · b2 білий слон · d2 білий кінь · f2 білий пішак · g2 білий пішак · h2 білий пішак · c1 біла тура · d1 білий ферзь · e1 біла тура · g1 білий король | d8 чорна тура · f8 чорний король · h8 чорна тура · a7 чорний пішак · b7 чорний слон · e7 чорний слон · f7 чорний пішак · g7 чорний пішак · h7 чорний пішак · b6 чорний пішак · f6 чорний кінь · b3 білий пішак · d3 чорний ферзь · f3 білий кінь · a2 білий пішак · b2 білий слон · d2 білий кінь · f2 білий пішак · g2 білий пішак · h2 білий пішак · c1 біла тура · d1 білий ферзь · e1 біла тура · g1 білий король | d8 чорна тура · f8 чорний король · h8 чорна тура · a7 чорний пішак · b7 чорний слон · e7 чорний слон · f7 чорний пішак · g7 чорний пішак · h7 чорний пішак · b6 чорний пішак · f6 чорний кінь · b3 білий пішак · d3 чорний ферзь · f3 білий кінь · a2 білий пішак · b2 білий слон · d2 білий кінь · f2 білий пішак · g2 білий пішак · h2 білий пішак · c1 біла тура · d1 білий ферзь · e1 біла тура · g1 білий король | d8 чорна тура · f8 чорний король · h8 чорна тура · a7 чорний пішак · b7 чорний слон · e7 чорний слон · f7 чорний пішак · g7 чорний пішак · h7 чорний пішак · b6 чорний пішак · f6 чорний кінь · b3 білий пішак · d3 чорний ферзь · f3 білий кінь · a2 білий пішак · b2 білий слон · d2 білий кінь · f2 білий пішак · g2 білий пішак · h2 білий пішак · c1 біла тура · d1 білий ферзь · e1 біла тура · g1 білий король | d8 чорна тура · f8 чорний король · h8 чорна тура · a7 чорний пішак · b7 чорний слон · e7 чорний слон · f7 чорний пішак · g7 чорний пішак · h7 чорний пішак · b6 чорний пішак · f6 чорний кінь · b3 білий пішак · d3 чорний ферзь · f3 білий кінь · a2 білий пішак · b2 білий слон · d2 білий кінь · f2 білий пішак · g2 білий пішак · h2 білий пішак · c1 біла тура · d1 білий ферзь · e1 біла тура · g1 білий король | d8 чорна тура · f8 чорний король · h8 чорна тура · a7 чорний пішак · b7 чорний слон · e7 чорний слон · f7 чорний пішак · g7 чорний пішак · h7 чорний пішак · b6 чорний пішак · f6 чорний кінь · b3 білий пішак · d3 чорний ферзь · f3 білий кінь · a2 білий пішак · b2 білий слон · d2 білий кінь · f2 білий пішак · g2 білий пішак · h2 білий пішак · c1 біла тура · d1 білий ферзь · e1 біла тура · g1 білий король | d8 чорна тура · f8 чорний король · h8 чорна тура · a7 чорний пішак · b7 чорний слон · e7 чорний слон · f7 чорний пішак · g7 чорний пішак · h7 чорний пішак · b6 чорний пішак · f6 чорний кінь · b3 білий пішак · d3 чорний ферзь · f3 білий кінь · a2 білий пішак · b2 білий слон · d2 білий кінь · f2 білий пішак · g2 білий пішак · h2 білий пішак · c1 біла тура · d1 білий ферзь · e1 біла тура · g1 білий король | 1 |
|   | a | b | c | d | e | f | g | h |   |

18.Т: е7! С: f3 Швидко програє 18…Кр: e7. 19.Сa3+ і т. д. 19.Сa3!! Тепер у відповідь на 19…С: d1 білі походять 20.Тe3+ Крg8. 21.Т: d3 з виграшем фігури або 20…Фd6 21.С: d6+ Крg8 22.Сe7 і т. д. 19… Фa6. 20.Тcc7 Ф: a3 21.Т: f7+ Крe8 22.Фe1+ Чорні здалися.
1918 року Ейве закінчив школу і вступив на математичний факультет Амстердамського університету, а паралельно брав участь у різних турнірах. Поділив 2-3-тє місця в чемпіонаті Нідерландів 1919 року, зіграв унічию матч з чемпіоном країни Макса Марханда і став четвертим на одному з побічних турнірів в Гастінгсі. У 1920 році, коли чемпіон світу Емануель Ласкер гастролював по Нідерландам, Ейве переміг його в сеансі й був близький до перемоги в консультаційній партії, заслуживши похвалу маестро. Після цього Ейве зіграв на своєму другому зарубіжному турнірі в Бромлі (Англія). Там у своїй підгрупі програв Борі Костічу, а у фіналі «Б» поділив перше місце з Серджентом. Потім були короткий матч проти Реті, який завершився перемогою більш іменитого гравця (+3 -1), і 2-3-тє місця на побічному турнірі в Гетеборзі. На початку 1921 року Ейве успішно здав кандидатський іспит. Починаючи з серпня він зіграв два матчі проти Мароці (загалом 12 партій, що закінчилися з рівним рахунком), вперше виграв чемпіонат країни (пізніше він робив це ще дванадцять разів) і зіграв на двох турнірах у Будапешті і Гаазі. В обох турнірах переміг Олександр Алехін, а Ейве виступив невдало — шосте місце в Будапешті (5½ з 11) і передостаннє в Гаазі (2 з 9). Після цього став менше виступати й більше займатися математикою. Взимку 1922 року виступив на кількох змаганнях у Голландії, а наступним турніром став меморіал Бреєра, який відбувся у квітні в П'єштяні. Ейве посів 4-те місце після Юхима Боголюбова, Олександра Алехіна і Рудольфа Шпільмана. У червні виграв дві партії у голови берлінського шахового клубу Ерхарда Поста в матчі Німеччина — Голландія (сам матч з рахунком 14½:9½ виграли німці), а в липні — серпні взяв участь у лондонському турнірі, який закінчився переконливою перемогою нового чемпіона світу Хосе Рауля Капабланки. Ейве набрав лише 5½ з 15 (одинадцяте місце) і програв першим чотирьом призерам. У наступному році поділив 5-6 місця з Тартаковером у Остраві-Моравській, що голландський журнал «Тійдскріфт ван НСБ» розцінив як успіх молодого шахіста.
1923 року Ейве закінчив університет і наприкінці року дав тур з п'ятнадцяти сеансів одночасної гри по Голландії, а потім виграв традиційний різдвяний турнір в Гастінґсі (2-е місце посів Мароці, 3-4-е — Едґар Колле і Фредерік Єйтс). Першу половину 1924 року працював учителем у ліцеї у Вестервейку і не брав участі у великих змаганнях. У липні в рамках літніх Олімпійських ігор 1924 в Парижі відбувся перший «чемпіонат світу серед любителів». Ейве був одним із чотирьох шахістів від Нідерландів. Вийшов у фінальний турнір, але поділив там 4-6-е місця, а переміг латвієць Герман Матісон. Упродовж другої половини 1924 року Ейве вдома виграв кілька турнірів, чемпіонат Нідерландів, а також матч із дев'яти партій проти Жака Давідсона, який посів у чемпіонаті 2-ге місце. Після цього зосередився на написанні дисертації. Тоді ж одружився з Карою Бергман, з якою познайомився на початку 1924 року.
Захист докторської дисертації Differentiaalvarianten van twee covariant-vector velden met vier veranderlijken відбувся в 1926 році. Науковими керівниками Ейве були Роланд Вайценбек і Хендрік де Вріс (останній тоді ж навчав майбутнього відомого математика Бартеля ван дер Вардена). Ейве отримав призначення на посаду викладача математики в жіночому ліцеї в Амстердамі, яку він займав до 1940 року, періодично роблячи перерви для шахових виступів. Тоді ж амстердамський клуб, за який виступав Ейве, підбирав йому супротивника для матчу серед найсильніших шахістів світу. Після відмов Ласкера, який тимчасово припинив виступи, і Боголюбова, який запросив занадто великий гонорар, вдалося домогтися згоди Олександра Алехіна, який тоді готувався до матчу за звання чемпіона світу 1927 проти Капабланки. Ейве програв дві партії на старті, зрівняв рахунок перемогами в сьомій і восьмій партіях, але у вирішальній десятій партії, що проходила зі взаємними помилками, Алехін здобув перемогу.
У 1927 році Ейве очолив збірну Нідерландів на 1-й шаховій олімпіаді в Лондоні (грав на першій шахівниці, але при цьому регламент допускав перестановки гравців по шахівницях). Нідерланди посіли 4-те місце, а сам Ейве набрав 10½ очок з 15, програвши одну партію Ернсту Ґрюнфельду.
Протягом 1928 року зіграв два матчі (5½:½ проти Колле і 4½:5½ проти Боголюбова) і два великих турніри. Спочатку виграв «чемпіонат світу серед любителів» у Гаазі, який проводив під егідою незадовго до цього утвореної ФІДЕ, набравши 12 очок із 15, а після цього зіграв у Бад-Кіссінгені. Там Ейве переміг Френка Маршалла і Акібу Рубінштейна, а також завершив унічию захоплюючий ендшпіль проти Капабланки, однак поразка в передостанньому турі від Фредеріка Єйтса залишила його на 3-4-му місцях з підсумковим результатом 6½ з 11. Наприкінці року Боголюбов зіграв з Ейве ще один матч, що завершився з таким самим рахунком. Перед тим на конгресі ФІДЕ влітку 1928 обговорювали можливість оголосити переможця матчу новим чемпіоном світу ФІДЕ, а пізніше провести об'єднувальний матч між чемпіоном світу ФІДЕ і Алехіним, однак нічого з того не було зроблено. 1929 року Боголюбов зіграв матч на першість світу проти Алехіна, що проходив не під егідою ФІДЕ і не за правилами «Лондонського протоколу», які склав Капабланка.
На карлсбадському турнірі 1929, що зібрав майже всю шахову еліту крім Алехіна, Ейве поділив почесні 5-7-ме місця (12 очок з 21). Того ж 1929 року Ейве опублікував математичну роботу, в якій продемонстрував нескінченну послідовність нулів і одиниць, в якій не зустрічалося трьох однакових послідовностей поспіль. Таким чином він показав, що тогочасні шахові правила (нічия автоматично фіксувалася при триразовому повторенні серії ходів підряд) допускали нескінченну партію.
Після закінчення карлсбадського турніру Ейве вирушив у турне по Індонезії (тогочасній Голландській Ост-Індії) з лекціями і сеансами. Повернувшись, він знову зайнявся викладанням і не виступав до чергового різдвяного турніру в Гастінгсі, який він виграв, обійшовши при цьому Капабланку. Через півроку голландець і кубинець зіграли матч з десяти партій, який закінчився з рахунком +2 -0 =8 на користь Капабланки. Поразку частково можна пояснити втомою Ейве після навчального року; у двох партіях він випустив виграш. У 1932 році Ейве зіграв унічию матч із Сало Флором з 16 партій (8 партій відбулось у Карлсбаді, 8 — в Амстердамі) і поділив 2-ге місце в Берні (переміг Алехін). Приблизно тоді Ейве стали розглядати як одного з головних суперників Алехіна.

### Чемпіон світу

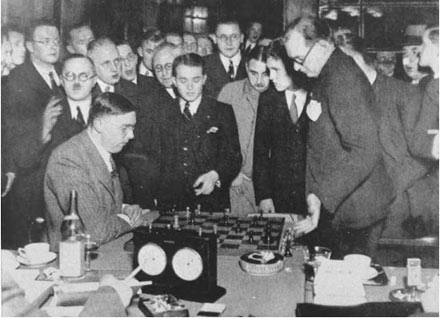
Ейве (ліворуч) і Флор (в центрі) аналізують партію. Матч Алехін — Ейве, 1935 рік

1933 року Ейве виграв черговий чемпіонат країни і після цього оголосив про закінчення своєї шахової кар'єри, щоб зосередитися на науковій і викладацькій роботі. Він повернувся менш ніж через рік і викликав Алехіна на матч за звання чемпіона світу з 30 партій, який повинен був пройти в Голландії — на батьківщині Ейве було найлегше знайти фінансування. Алехін прийняв виклик, матч був намічений на осінь 1935 року. Ейве разом зі своїм помічником Гансом Кмохом розробили план підготовки до матчу: Ейве багато займався спортом і разом з Кмохом вивчив дебютний репертуар Алехіна. 1934 року Ейве взяв участь у двох турнірах. В Цюриху поділив 2-3-те місця з Флором. Переконливу перемогу здобув Алехін, але Ейве завдав переможцю єдиної поразки, а також випередив Боголюбова, Німцовича, Ласкера та інших провідних гравців. Потім Ейве і Кмох вирушили до Ленінграда. У круговому турнірі Ейве виграв лише дві партії з одинадцяти і зайняв шосте місце з 50 % очок. Частково слабкий виступ можна пояснити застудою і виснажливою подорожжю через Чорне море. Потім Ейве поділив з Сало Флором і Аланом Томасом 1-3-тє місця на різдвяному турнірі в Гастінгсі. Позаду нього залишилися Капабланка і Ботвинник.
Матч за звання чемпіона світу розпочався 3 жовтня 1935 року. Алехін після 7-ї партії повів у рахунку 3:1 за перемогами (при цьому Ейве вкрай невдало грав за чорних французький захист). Потім Алехін почав грати слабкіше, і в 14-й партії Ейве зрівняв рахунок. Після 19-ї партії Алехін знову повів у рахунку, цього разу із перевагою у два очки. Але Ейве дуже сильно провів 20-ту партію, а потім виграв і наступну. У 24-й партії Алехін грубо помилився в ендшпілі і випустив виграш, а дві наступні партії залишилися за Ейве. 26-ту партію, в якій Ейве пожертвував фігуру за три пішаки в неясній позиції і потім переміг у небезпомилковій боротьбі, Тартаковер назвав «перлиною Зандворта».
Після цього Алехін вже не зміг відігратися. Відбулися всі 30 партій, Ейве виграв з рахунком 15½:14½ (+9 -8 =13). Дуже поширена думка, що важливу роль у поразці Алехіна відіграла його пристрасть до алкоголю, а двадцять першу партію він нібито грав п'яним. Гаррі Каспаров вважав головною причиною поразки Алехіна недооцінку суперника. Про ігрову перевагу Ейве і те, що він заслужив перемогу писали Спаський, Карпов, Каспаров і Крамник.
Одразу після закінчення матчу Ейве передав права на організацію наступного матчу на першість світу ФІДЕ. Саме тоді ФІДЕ почала набувати авторитету в шаховому світі. Проте до першого розіграшу під контролем ФІДЕ мав відбутися передбачений регламентом матчу 1935 матч-реванш між Алехіним і Ейве. У ранзі чемпіона світу Ейве продовжив виступати на турнірах. В Зандворті він програв партію Боголюбову і в підсумку став другим після Рубена Файна. На турнірі Ноттінгем 1936, де зібралися всі найсильніші шахісти свого часу, Ейве з самого старту боровся за перше місце, однак поразка від Алехіна у сьомому турі і «недогляд століття» в партії проти Ласкера в тринадцятому залишили його лише на третьому місці на пів-очка позаду Капабланки і Ботвинника. Потім переміг в Амстердамі і Бад-Наугаймі, обидва рази обійшовши Алехіна. На Шаховій олімпіаді 1937 в Стокгольмі Ейве стартував шістьма перемогами поспіль, але в другій половині програв дві партії і в підсумку посів 3-тє місце на першій шахівниці (після Флора і Кереса), а його команда стала шостою.

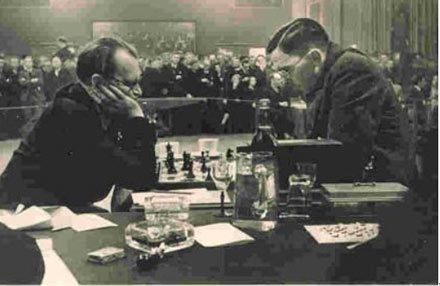
Матч-реванш 1937

Матч-реванш розпочався 5 жовтня 1937 року в Нідерландах. Ейве вважали фаворитом; після першого матчу він виграв у Алехіна три партії і програв лише одну. Ейве вів — 1:0 і 3:2; вирішальною стала шоста партія, в якій Алехін вже в дебюті розгромив суперника. В наступних двох партіях також переміг Алехін. Надалі він зберігав перевагу у два або три очки, а починаючи з 21-ї партії в грі Ейве стався надлом: в п'яти партіях Алехін набрав 4½ очка. У 25-й партії Алехін набрав вирішальне очко і повернув собі титул (рахунок матчу став 15½:9½).

### Друга світова війна і матч-турнір 1948
Після поразки від Алехіна Ейве планував відійти від шахів, але через раніше укладені зобов'язання (зокрема, рішення конгресу ФІДЕ в Стокгольмі) повинен був виступити на АВРО-турнірі 1938 в Нідерландах. У першій половині грав невдало, але на фініші поправив свої справи перемогами над Файном, Ботвинником і Капабланкою і в підсумку поділив 4-6-те місця з восьми. АВРО-турнір вважають моментом зміни поколінь: Керес, Файн і Ботвинник випередили своїх більш титулованих, але й більш вікових суперників. До війни Ейве виступив у Борнмуті (1939, 1-е місце) і кількох турнірах у Нідерландах, а також програв товариський матч Кересу (6½:7½).
Під час Другої світової війни (1939—1945) Ейве зіграв лише на турнірі в Будапешті, присвяченому 70-літтю Мароці (1940, 1-ше місце), і матч проти Боголюбова в Карлсбаді в 1941 році (+4 -1 =5). В окупованих Нідерландах він не виступав. На вимогу нацистів Ейве став керівником Голландського шахового союзу, одночасно з цим очолював Службу продовольчої допомоги (підпільну організацію нідерландського Опору). Після війни Ейве полишив посаду президента шахового союзу й зіграв кілька турнірів. У новорічному турнірі в Гастінгсі (1945/46) поділив 3-5-те місця, в Лондоні, Маастрихті і Заандамі (всі — 1946) став першим.
24 березня 1946 року помер чемпіон світу Алехін. У липні відбувся конгрес ФІДЕ в Вінтертурі (Швейцарія), на якому було вирішено, що вакантний титул буде розіграний у матчі-турнірі за участю Ейве, Ботвинника, Смислова, Кереса, Решевського і Файна, а також, можливо, переможців майбутніх турнірів у Гронінгені й Празі. Лейтмотивом Гронінгенського турніру стало суперництво Ейве і Ботвинника. У десятому турі вони зіграли внічию особисту зустріч, де Ботвинник етюдним шляхом врятувався в туровому ендшпілі. Після п'ятнадцятого туру Ейве очолив таблицю, але за наступні три партії Ботвинник знову вийшов уперед, а в останньому турі обидва лідери програли: Ботвинник — Найдорфу, Ейве — Котову. Наступного року Ейве невдало зіграв на двох турнірах в Аргентині. Черговий конгрес ФІДЕ в Гаазі (30 липня — 1 серпня) в якийсь момент проголосив Ейве новим чемпіоном світу, але через дві години скасував своє рішення, оскільки літак з радянською делегацією затримався і вона не змогла взяти участь у голосуванні. Також обговорювали варіант, при якому чемпіоном світу буде оголошено переможця матчу між Ейве і Решевським, але він не набрав потрібної кількості голосів, і був підтверджений склад матчу-турніру. Пізніше Файн відмовився від участі в ньому. Матч-турнір за звання чемпіона світу розпочався в Гаазі 2 березня 1948 року. Ейве провалив уже перше коло, програвши всім чотирьом суперникам, і в підсумку завершив турнір на останньому місці.

### Закінчення кар'єри гравця
Після 1948 року Ейве відійшов від регулярної гри на найвищому рівні, виступаючи переважно в чемпіонатах країни, другорядних турнірах і командних змаганнях. Його останнім великим турніром став турнір претендентів 1953 у Швейцарії, на який Ейве і Решевскій були запрошені персонально. Ейве посів передостаннє місце, набравши 11½ очок із 28, однак у першому колі здобув красиві перемоги над Найдорфом і Геллером. Партія Геллер — Ейве отримала приз за красу, а автор турнірного збірника Давид Бронштейн назвав її однією з найкращих на турнірі.
Ейве очолював Нідерланди на п'яти повоєнних олімпіадах (1950, 1954, 1958, 1960, 1962). 1958 року Ейве показав другий результат на своїй дошці (8½ з 11). Через два роки він набрав лише 6½ з 16. На свою останню олімпіаду у Варні Ейве прилетів до важливого матчу з Польщею у півфінальному турнірі, який Нідерландам було необхідно вигравати — 4:0, і допоміг здобути потрібний результат. Потім зіграв ще шість партій, звівши всі внічию.
У 1950-х роках Ейве зайнявся вивченням комп'ютерних технологій. 1956 року його призначили консультантом у нідерландському відділенні американської компанії Remington Rand, розробника ЕОМ. Наступного року під час робочої поїздки до США Ейве зіграв дві партії з тринадцятирічним Боббі Фішером (одну Ейве виграв, друга закінчилася внічию). У 1959 році Ейве призначили директором Дослідницького центру з автоматичної обробки даних, а через два роки — головою заснованої Євратомом комісії, що вивчала здатності комп'ютера до гри в шахи. З 1964 року Ейве обіймав посаду професора у Вищій економічній школі в Роттердамі і читав курс з автоматичної обробки даних, а пізніше став професором у Тілбурзькому університеті, звідки пішов у 1971 році.

### Президент ФІДЕ
У 1970 році Ейве, висунутий групою провідних гросмейстерів і підтриманий радянської федерацією, був одноголосно обраний на посаду президента ФІДЕ, змінивши Фольке Рогарда. Кандидатура Ейве на конгресі ФІДЕ була єдиною.
Як президент ФІДЕ Ейве зробив великий внесок у розвиток і пропаганду шахів, сприяв зміцненню міжнародних спортивних зв'язків, хоча, на думку низки критиків, зворотним боком популяризації шахів стало знецінення спортивних звань. Крім того, Ейве відіграв важливу роль у прийнятті рейтингу Ело як офіційного інструменту та основи кваліфікаційної системи ФІДЕ. На час президентства Ейве припала низка конфліктів між Заходом і радянським блоком, під час яких Ейве продемонстрував вміння досягати компромісу.
1972 року в Рейк'явіку відбувся матч за звання чемпіона світу між Борисом Спаським і Робертом Фішером, що закінчився перемогою останнього. Те, що матч відбувся, було багато в чому особистою заслугою Ейве, який кілька разів йшов на поступки претенденту. Наприклад, Ейве ухвалив рішення відкласти початок матчу, коли Фішер не прибув до Рейк'явіка до церемонії відкриття першої партії, аргументувавши це хворобою претендента, хоча всім було відомо, що реальною причиною були розбіжності між Фішером та американською федерацією. Ейве також докладав зусиль, щоб у 1975 році відбувся матч між Фішером і Карповим, однак після того, як Фішер не підтвердив згоду грати матч до встановленого терміну, Ейве проголосив чемпіоном світу Карпова.

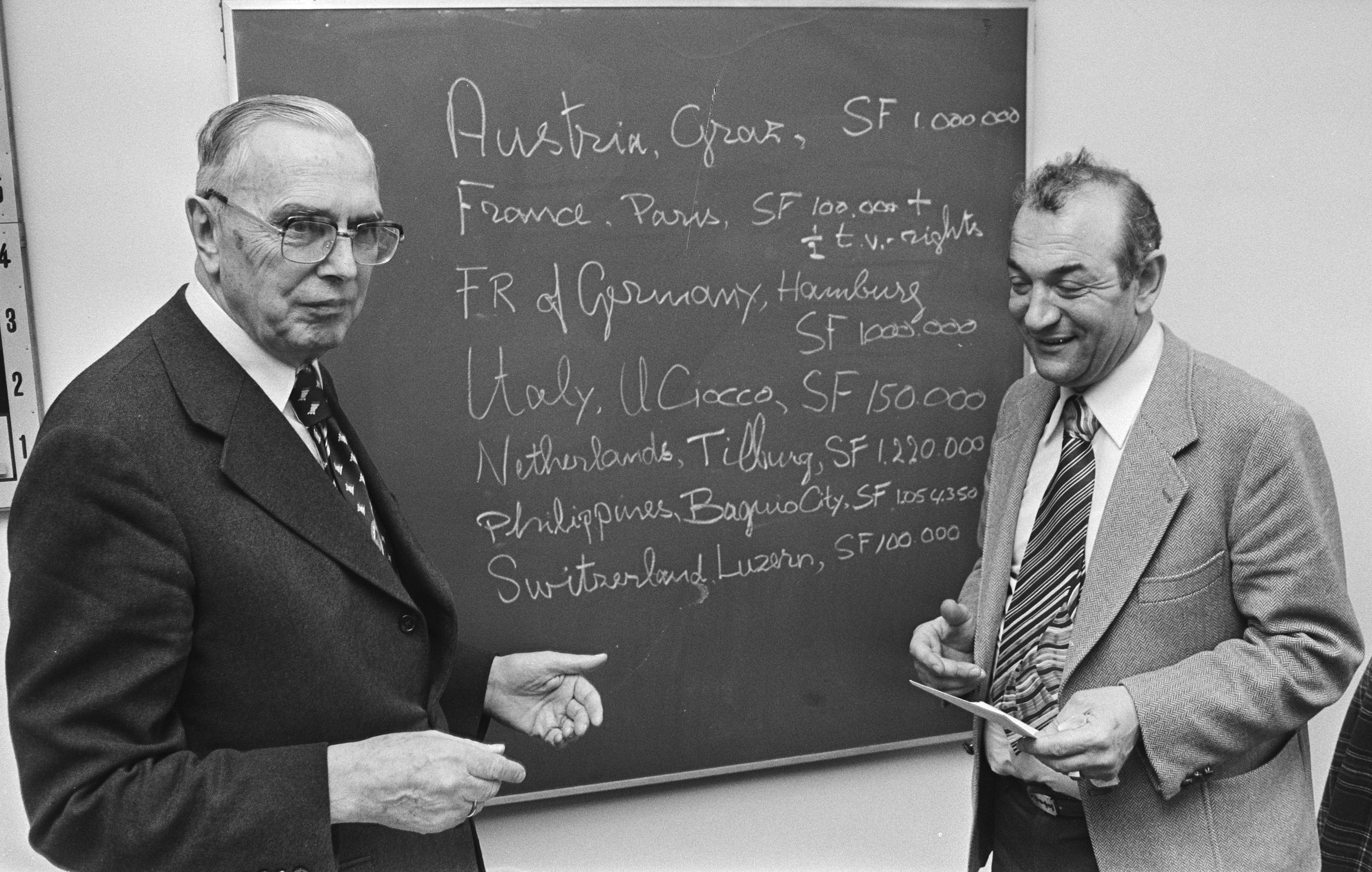
Макс Ейве (ліворуч) і Віктор Корчной. 1978 рік.

Під час другого чотирирічного терміну Ейве ухвалив два рішення, які викликали невдоволення радянського керівництва. 1976 року він наполіг на тому, щоб відбулася шахова олімпіада в Хайфі, яку через місце проведення бойкотували СРСР, інші соціалістичні країни і низка арабських країн. Тоді ж Ейве підтримав Віктора Корчного, який після турніру в Нідерландах не повернувся до СРСР, а попросив політичного притулку. Зокрема, Ейве гарантував, що Корчной збереже право брати участь у претендентських матчах. Радянське керівництво розпочало кампанію проти висунення Ейве на третій термін. На чергових виборах 1978 року Ейве не виставив свою кандидатуру, і новим президентом обрали ісландського гросмейстера Фрідріка Олафссона.

### Смерть
На початку листопада 1981 року Ейве літав до Ізраїлю, на Мертве море. На другий день у нього стався серцевий напад, і він змушений був лягти в лікарню. Виписавшись, він вилетів до Нідерландів, і там йому зробили операцію. 26 листопада 1981 року Ейве помер від ще одного серцевого нападу в амстердамському шпиталі, де перебував після операції. Його пережили дружина і три доньки. Тіло Ейве кремували 1 грудня, на церемонії були присутні сотні відвідувачів.

## Пам'ять про Ейве

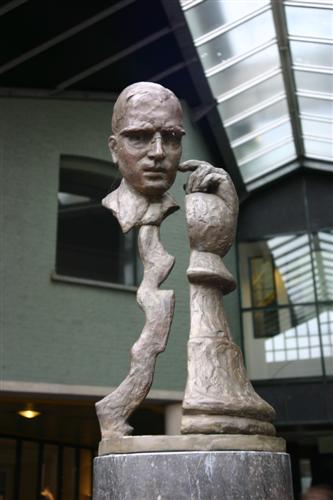
Пам'ятник Ейве на площі Макса Ейве

У центрі Амстердама, неподалік від площі Лейдсеплейн, є площа Макса Ейве (Max Euwe Plein). На площі розташований Центр Макса Ейве (Max Euwe Centrum) з музеєм шахів і бібліотекою. Перед входом у Центр є відкритий в 2004 році пам'ятник Ейве роботи скульптора Хосе Фейно оф Геверіка і велика шахівниця під відкритим небом.
У 1987—1996 роках у Нідерландах проходили Меморіали Ейве. Загалом відбулося десять турнірів, поки банк VSB, який фінансував турнір, не припинив спонсорську підтримку. Майже всі меморіали являли собою двоколові турніри на чотирьох гравців. У різний час на них грали Карпов, Каспаров, Ананд, Крамник, Шорт, Топалов, Тімман.

## Творчість

### Стиль і вплив
Кажучи про ранні партії Ейве (з 1920 по 1927 рік), Микола Крогіус, гросмейстер і доктор психологічних наук, виділяв п'ять особливостей: точність розрахунку, недовіру до інтуїтивних рішень, невпевненість під час проведення складних стратегічних планів, активну, аж до самовпевненості, гру і відмінні бійцівські якості. Також Крогіус зазначав, що Ейве уникав жертв матеріалу, якщо вони не вели до форсованих варіантів, і навпаки, охоче брав жертви сам, намагаючись утримати матеріальну перевагу.
Ейве був визнаним знавцем дебютів, і багато своїх перемог здобув завдяки отриманій у дебюті і потім послідовно реалізованій перевазі. Крогіус зазначав, що вже в матчі з Алехіним у 1926-1927 роках за ініціативи Ейве зіграно дев'ять різних дебютів у десяти партіях. 1939 року Ейве опублікував фундаментальну «Теорію шахових дебютів» у 12 томах. Серед власних розробок Ейве — системи в слов'янському захисті й захисті Німцовича за обидва кольори.
Успіхам Ейве багато в чому сприяла цілеспрямована підготовка до важливих змагань, яка потім стала нормою для найсильніших шахістів. Ейве вдосконалював дебютний репертуар, залучав штат помічників (серед них були Ганс Кмох і Сало Флор), займався спортом. Трохи пізніше цей самий метод узяв на озброєння Ботвинник.

### Літературна діяльність
Перу Ейве належать кілька десятків шахових книг. Його перша книга «Уроки шахової гри», що вийшла в 1927 році, була новаторською, оскільки розповідь про дебюти не обмежувалась переліками варіантів, а була побудована навколо аналізу ключових позицій. «Курс шахових лекцій» Генна Сосонко, який вчив по ньому дітей у Ленінградському палаці піонерів, називав однією з кращих шахових книг у світі.
Відмітною рисою книг Ейве був простий і доступний виклад базових принципів ведення позиційної гри. Ейве високо цінував Вільгельма Стейніца, одного з творців позиційної гри, і в «Курсі шахових лекцій» докладно розбирав його партії.

## Результати виступів

### Турніри
| Рік       | Місто           | Турнір                                 | +   | −   | =  | Результат     | Місце |
| --------- | --------------- | -------------------------------------- | --- | --- | -- | ------------- | ----- |
| 1919      | Амстердам       | Клубний турнір                         | 4   | 3   | 3  | 5½ з 10       | 6     |
|           | Гарлем          | Клубний турнір                         | 4   | 1   | 0  | 4 з 5         | 1     |
|           | Гастінгс        | Міжнародний турнір (клас 1б)           |     |     |    | 7 з 11        | 4     |
|           | Амстердам       | Клубний турнір                         | 2   | 4   | 0  | 2 з 6         | 6     |
|           | Гаага           | Чемпіонат Нідерландів                  | 3   | 1   | 3  | 4½ з 7        | 2-3   |
| 1920      | Бромлі (боро)   | Міжнародний турнір (група 2)           |     |     |    | 4 з 5         | 1-2   |
|           | Амстердам       | Міжнародний турнір                     | 3   | 2   | 1  | 3½ з 6        | 4     |
|           | Амстердам       | Клубний турнір                         | 1   | 1   | 5  | 3½ з 7        | 5-6   |
|           | Гетеборг        | Міжнародний турнір (група Б)           | 7   | 2   | 6  | 10 з 15       | 2-3   |
|           | Амстердам       | Четверний турнір                       | 3   | 0   | 0  | 3 з 3         | 1     |
|           | Амстердам       | Клубний турнір                         |     |     |    | 5½ з 7        | 1     |
|           | Схевенінген     | Четверний турнір                       | 2   | 1   | 0  | 2 з 3         | 2     |
|           | Амстердам       | Студентський турнір                    | 1   | 1   | 1  | 1½ з 3        | 2-3   |
| 1921      | Бродстер        | Міжнародний турнір Півфінал Фінал      | 4 3 | 0 1 | 1  | 4½ з 5 3½ з 5 | 1-2   |
|           | Відень          | Міжнародний турнір                     | 6   | 2   | 3  | 7½ з 11       | 2     |
|           | Неймеген        | Чемпіонат Нідерландів                  | 5   | 1   | 1  | 5½ з 7        | 1     |
|           | Будапешт        | Міжнародний турнір                     | 4   | 4   | 3  | 5½ з 11       | 6     |
|           | Гаага           | Міжнародний турнір                     | 1   | 6   | 2  | 2 з 9         | 9     |
| 1922      | П'єштяни        | Міжнародний турнір                     | 4   | 5   | 9  | 8½ з 18       | 9-11  |
|           | Лондон          | Міжнародний турнір                     | 4   | 8   | 3  | 5½ з 15       | 11    |
|           | Амстердам       | Клубний турнір                         | 5   | 1   | 3  | 6½ з 9        | 1-2   |
| 1923      | Амстердам       | Четверний турнір                       | 2   | 0   | 1  | 2½ з 3        | 1     |
|           | Острава         | Міжнародний турнір                     | 4   | 3   | 6  | 7 з 13        | 5-6   |
|           | Схевенінген     | Міжнародний турнір                     | 3   | 4   | 3  | 4½ з 10       |       |
| 1923/1924 | Гастінгс        | Міжнародний турнір                     | 7   | 1   | 1  | 7½ з 9        | 1     |
| 1924      | Вестон          | Міжнародний турнір                     | 6   | 0   | 3  | 7½ з 9        | 1     |
|           | Париж           | Чемпіонат світу серед аматорів (Фінал) | 2   | 2   | 4  | 4 из 8        | 4-6   |
|           | Амстердам       | Чемпіонат Нідерландів                  | 6   | 1   | 2  | 7 з 9         | 1     |
| 1925      | Вісбаден        | Четверний турнір                       | 3   | 0   | 3  | 4½ з 6        | 1     |
|           | Амстердам       | Четверний турнір                       | 2   | 1   | 0  | 2 з 3         | 2     |
| 1926      | Амстердам       | Четверний турнір                       | 1   | 1   | 1  | 1½ з 3        | 3     |
|           | Вестон          | Міжнародний турнір                     | 7   | 0   | 2  | 8 з 9         | 1     |
|           | Утрехт          | Чемпіонат Нідерландів                  | 9   | 0   | 2  | 10 з 11       | 1     |
| 1927      | Утрехт          | Четверний турнір                       | 2   | 0   | 1  | 2½ з 3        | 1     |
| 1928      | Гаага           | Чемпіонат світу серед аматорів ФІДЕ    | 10  | 1   | 4  | 12 з 15       | 1     |
|           | Бад-Кіссінген   | Міжнародний турнір                     | 4   | 2   | 5  | 6½ з 11       | 3-4   |
| 1929      | Амстердам       | Чемпіонат Нідерландів                  | 8   | 0   | 1  | 8½ з 9        | 1     |
|           | Карлсбад        | 4-й Міжнародний турнір                 | 6   | 3   | 12 | 12 з 21       | 5-7   |
| 1930      | Амстердам       | Клубний турнір                         | 2   | 1   | 2  | 3 з 5         | 2     |
| 1930/1931 | Гастінгс        | Міжнародний турнір                     | 6   | 1   | 2  | 7 з 9         | 1     |
| 1931      | Амстердам       | Четверний турнір                       | 2   | 0   | 1  | 2½ з 3        | 1     |
| 1931/1932 | Гастінгс        | Міжнародний турнір                     | 3   | 2   | 4  | 5 з 9         | 3     |
| 1932      | Берн            | Міжнародний турнір                     | 8   | 0   | 7  | 11½ з 15      | 2-3   |
|           | Гаага           | Шестерний турнір                       | 4   | 0   | 1  | 4½ з 5        | 5     |
| 1933      | Амстердам       | Шестерний турнір                       | 4   | 0   | 1  | 4½ з 5        | 1     |
|           | Гаага/Лейден    | Чемпіонат Нідерландів                  | 7   | 0   | 2  | 8 з 9         | 1     |
| 1934      | Цюрих           | Міжнародний турнір                     | 10  | 1   | 4  | 12 з 15       | 2-3   |
|           | Ленінград       | Турнір майстрів                        | 2   | 2   | 7  | 5½ з 11       | 6     |
| 1934/1935 | Гастінгс        | Міжнародний турнір                     | 4   | 0   | 5  | 6½ з 9        | 1-3   |
| 1936      | Зандвоорт       | Міжнародний турнір                     | 5   | 1   | 5  | 7½ з 11       | 2     |
|           | Ноттінгем       | Міжнародний турнір                     | 7   | 2   | 5  | 9½ з 14       | 3-5   |
|           | Амстердам       | Міжнародний турнір                     | 3   | 0   | 4  | 5 з 7         | 1-2   |
| 1937      | Лейден          | Четверний турнір                       | 2   | 1   | 0  | 2 з 3         | 1-2   |
|           | Бад-Наугайм     | Четверний турнір                       | 3   | 1   | 2  | 4 з 6         | 1     |
| 1938      | Нордвейк        | Міжнародний турнір                     | 3   | 2   | 4  | 5 з 9         | 4     |
|           | Амстердам       | Чемпіонат Нідерландів                  | 7   | 0   | 4  | 9 з 11        | 1     |
|           | Нідерланди      | АВРО, Міжнародний турнір               | 4   | 4   | 6  | 7 з 14        | 4-6   |
| 1938/1939 | Гастінгс        | Міжнародний турнір                     | 5   | 1   | 3  | 6½ з 9        | 2     |
| 1939      | Суст            | Четверний турнір                       | 2   | 0   | 1  | 2½ з 3        | 1     |
|           | Нідерланди      | Шестерний турнір                       | 2   | 0   | 3  | 3½ з 5        | 1-2   |
|           | Нідерланди      | Шестерний турнір                       | 2   | 0   | 3  | 3½ з 5        | 1-2   |
|           | Борнмут         | Міжнародний турнір                     | 7   | 0   | 4  | 9 з 11        | 1     |
| 1940      | Бевервейк       | Четверний турнір                       | 3   | 0   | 0  | 3 з 3         | 1     |
|           | Делфт           | Четверний турнір                       | 1   | 0   | 2  | 2 з 3         | 2     |
|           | Будапешт        | Міжнародний турнір                     | 4   | 0   | 1  | 4½ з 5        | 1     |
|           | Баарн           | Четверний турнір                       | 1   | 1   | 1  | 1½ з 3        | 2-3   |
|           | Амстердам       | Клубний турнір                         | 6   | 0   | 1  | 6½ з 7        | 1     |
|           | Роттердам       | Клубний турнір                         | 6   | 1   | 2  | 7 з 9         | 1     |
|           | Амстердам       | Шестерний турнір                       | 3   | 0   | 2  | 4 з 5         | 1-2   |
| 1941      | Бевервейк       | Четверний турнір                       | 1   | 1   | 1  | 1½ з 3        | 3     |
|           | Баарн           | Клубний турнір                         | 5   | 0   | 2  | 6 з 7         | 1     |
|           | Амстердам       | Четверний турнір                       | 3   | 0   | 0  | 3 з 3         | 1     |
| 1942      | Бевервейк       | Шестерний турнір                       | 4   | 0   | 1  | 4½ з 5        | 1     |
|           | Роттердам       | Клубний турнір                         |     |     |    | 7½ з 9        | 1     |
| 1945/1946 | Гастінгс        | Міжнародний турнір                     | 5   | 2   | 4  | 7 з 11        | 3-5   |
| 1946      | Лондон          | Міжнародний турнір                     | 9   | 1   | 1  | 9½ з 11       | 1     |
|           | Маастрихт       | Міжнародний турнір                     | 7   | 1   | 1  | 7½ з 9        | 1     |
|           | Заандам         | Міжнародний турнір                     | 9   | 1   | 1  | 9½ з 11       | 1     |
|           | Гронінген       | Міжнародний турнір                     | 11  | 2   | 6  | 14 из 19      | 2     |
|           | Амстердам       | Четверний турнір                       | 2   | 0   | 1  | 2½ з 3        | 1     |
|           | Лейден          | Клубний турнір                         | 6   | 0   | 1  | 6½ з 7        | 1     |
| 1947      | Мар-дель-Плата  | Міжнародний турнір                     |     |     |    | 10½ з 17      | 5-6   |
|           | Буенос-Айрес    | Шестерний турнір (2 кола)              |     |     |    | 4½ з 10       | 4     |
|           | Гілверсум       | Клубний турнір                         | 3   | 3   | 1  | 3½ з 7        | 4     |
| 1948      | Гаага/Москва    | Матч-турнір                            | 1   | 13  | 6  | 4 з 20        | 5     |
|           | Плімут          | Турнір майстрів                        | 4   | 1   | 2  | 5 з 7         | 1-2   |
|           | Венеція         | Міжнародний турнір                     | 5   | 2   | 6  | 8 з 13        | 4     |
|           | Рейк'явік       | Турнір майстрів                        | 2   | 0   | 3  | 3½ з 5        | 1     |
| 1948/1949 | Нью-Йорк        | Міжнародний турнір                     | 2   | 1   | 6  | 5 з 9         | 3-4   |
| 1949      | Лейден          | Четверний турнір                       | 1   | 0   | 2  | 2 з 3         | 1-2   |
|           | Копенгаген      | Турнір майстрів                        |     |     |    | 5½ з 7        | 1     |
|           | Баарн           | Клубний турнір                         | 6   | 0   | 1  | 6½ з 7        | 1     |
| 1949/1950 | Гастінгс        | Міжнародний турнір                     | 3   | 1   | 5  | 5½ з 9        | 3     |
| 1950      | Бевервейк       | Міжнародний турнір                     | 4   | 1   | 4  | 6 з 9         | 2-3   |
|           | Берлін          | Турнір майстрів                        | 4   | 0   | 1  | 4½ з 5        | 1     |
|           | Амстердам       | Чемпіонат Нідерландів                  | 8   | 0   | 3  | 9½ з 11       | 1     |
|           | Амстердам       | Міжнародний турнір                     | 5   | 1   | 13 | 11½ з 19      | 6-7   |
| 1950/1951 | Люцерн          | Міжнародний турнір                     |     |     |    | 5½ з 7        | 1-2   |
| 1951      | Нью-Йорк        | Міжнародний турнір                     | 6   | 2   | 3  | 7½ з 11       | 2     |
|           | Хіхон           | Міжнародний турнір                     | 7   | 1   | 2  | 8 з 10        | 1     |
|           | Пейнтон         | Міжнародний турнір                     | 6   | 1   | 0  | 6 з 7         | 2     |
|           | Гаага           | Турнір майстрів                        | 2   | 0   | 2  | 3 з 4         | 1-2   |
|           | Гетеборг        | Турнір майстрів                        |     |     |    | 5½ з 7        | 1     |
| 1952      | Бевервейк       | Міжнародний турнір                     | 6   | 0   | 3  | 7½ з 9        | 1     |
|           | Базель          | Міжнародний турнір                     | 3   | 0   | 4  | 5 з 7         | 2     |
|           | Енсхеде         | Чемпіонат Нідерландів                  | 6   | 1   | 3  | 7½ з 10       | 1     |
|           | Цюрих           | Міжнародний турнір                     | 9   | 3   | 1  | 9½ з 13       | 2-3   |
| 1953      | Бевервейк       | Міжнародний турнір                     | 4   | 1   | 6  | 7 з 11        | 3-6   |
|           | Швейцарія       | Командний турнір (1-ша шахівниця)      | 4   | 1   | 0  | 4 з 5         | 1     |
|           | Нойхаузен/Цюрих | Турнір претендентів                    | 5   | 10  | 13 | 11½ з 28      | 14    |
| 1954      | Амстердам       | Чемпіонат Нідерландів                  | 4   | 1   | 6  | 7 з 11        | 2-3   |
|           | Цюрих           | Міжнародний турнір                     | 5   | 1   | 5  | 7½ з 11       | 3     |
| 1955      | Венендаль       | Турнір майстрів                        | 2   | 0   | 3  | 3½ з 5        | 1-2   |
|           | Йоганнесбург    | Турнір майстрів                        | 4   | 1   | 2  | 5 з 7         | 3     |
|           | Швейцарія       | Командний турнір (1-ша шахівниця)      | 3   | 0   | 2  | 4 з 5         | 1     |
| 1956      | Німеччина       | Командний турнір (1-ша шахівниця)      |     |     |    | 4 з 5         |       |
| 1957      | Швейцарія       | Командний турнір (1-ша шахівниця)      | 4   | 0   | 1  | 4½ з 5        |       |
| 1958      | Бевервейк       | Міжнародний турнір                     | 3   | 1   | 5  | 5½ з 8        | 1-2   |
|           | Швейцарія       | Командний турнір (1-ша шахівниця)      |     |     |    | 1½ з 4        |       |
| 1969      | Бладель         | Турнір ветеранів                       | 1   | 0   | 2  | 2 з 3         | 1     |

### Матчі
| Рік       | Місто               | Суперник                                                                                    | + | −  | =  | Результат |
| --------- | ------------------- | ------------------------------------------------------------------------------------------- | - | -- | -- | --------- |
| 1920      | Амстердам           | Маєр                                                                                        | 5 | 0  | 1  | 5½ з 6    |
|           | Амстердам           | Макс Маршан                                                                                 |   |    |    | 5 з 10    |
|           | Амстердам           | Ріхард Реті                                                                                 | 1 | 3  | 0  | 1 з 4     |
|           | Амстердам           | ван Хартингсвельт                                                                           |   |    |    | 6½ з 11   |
| 1921      | Бад-Аусзее          | Геза Мароці                                                                                 | 2 | 2  | 8  | 6 з 12    |
| 1922      | Берлін              | Ерхардт Пост, 1-ша шахівниця в матчі Німеччина — Нідерланди                                 | 2 | 0  | 0  | 2 з 2     |
| 1924      | Зютфен              | Едґар Колле                                                                                 | 5 | 3  | 0  | 5 з 8     |
|           | Амстердам           | Жак Давідсон                                                                                | 5 | 1  | 3  | 6½ з 9    |
| 1926      | Амстердам           | Ж. Давідсон                                                                                 | 3 | 0  | 2  | 4 з 5     |
| 1926/1927 | Нідерланди          | Олександр Алехін                                                                            | 2 | 3  | 5  | 4½ з 10   |
| 1927      | Амстердам           | Ж. Давідсон (матч не дограли)                                                               | 2 | 0  | 0  | 2 з 2     |
| 1928      | Нідерланди          | Е. Колле                                                                                    | 5 | 0  | 1  | 5½ з 6    |
|           | Нідерланди          | Юхим Боголюбов                                                                              | 2 | 3  | 5  | 4½ з 10   |
| 1928/1929 | Нідерланди          | Ю. Боголюбов                                                                                | 1 | 2  | 7  | 4½ з 10   |
| 1931      | Амстердам           | Сало Ландау                                                                                 | 3 | 1  | 2  | 4 з 6     |
|           | Амстердам           | Даніель Нотебоом                                                                            | 3 | 0  | 3  | 4½ з 6    |
|           | Амстердам           | Х. Р. Капабланка                                                                            | 0 | 2  | 8  | 4 з 10    |
| 1932      | Амстердам           | Рудольф Шпільман                                                                            | 2 | 0  | 2  | 3 з 4     |
|           | Карлсбад            | Сало Флор                                                                                   | 3 | 3  | 10 | 8 з 16    |
| 1934      | Амстердам           | Й. ван ден Босх                                                                             | 6 | 0  | 0  | 6 з 6     |
|           | Амстердам           | С. Ландау                                                                                   | 4 | 1  | 1  | 4½ з 6    |
| 1935      | 13 міст Нідерландів | О. Алехін (матч за звання чемпіона світу)                                                   | 9 | 8  | 13 | 15½ з 30  |
| 1937      |                     | Олександр Алехін (матч за звання чемпіона світу)                                            | 4 | 10 | 11 | 9½ з 25   |
| 1938      | Лондон              | Вільям Вінтер (за іншими даними, Вільям Ферхерст 1-ша шахівниця в матчі Англія — Нідерланди | 1 | 0  | 1  | 1½ з 2    |
| 1939      | Брюссель            | Альберик О'Келлі, 1-ша шахівниця в матчі Бельгія — Нідерланди                               | 1 | 0  | 1  | 1½ з 2    |
|           | Гаага               | Конел Г'ю О'Донел Александер, 1-ша шахівниця в матчі Нідерланди - Англія                    | 0 | 1  | 1  | ½ з 2     |
|           | Роттердам           | Володимир Петров, 1-ша шахівниця в матчі Нідерланди - Латвія                                | 1 | 0  | 1  | 1½ з 2    |
|           |                     | С. Ландау, на першість Нідерландів                                                          | 5 | 0  | 5  | 7½ з 10   |
| 1939/1940 | Нідерланди          | Пауль Керес                                                                                 | 5 | 6  | 3  | 6½ з 14   |
| 1940      | Амстердам           | Хайє Крамер                                                                                 | 3 | 1  | 4  | 5 з 8     |
| 1941      | Амстердам           | Х. Крамер                                                                                   | 6 | 0  | 2  | 7 з 8     |
|           | Карлсбад            | Ю. Боголюбов                                                                                | 5 | 2  | 3  | 6½ з 10   |
| 1942      |                     | А. ван ден Хук, на першість Нідерландів                                                     | 6 | 0  | 4  | 8 з 10    |
| 1947      | Цюрих               | Генрі Ґроб                                                                                  | 5 | 0  | 1  | 5½ з 6    |
| 1948      | Лондон              | Р. Бродбент, 1-ша шахівниця в матчі Англія — Нідерланди                                     | 1 | 0  | 1  | 1½ з 2    |
|           | Амстердам           | Т. ван Схелтінга                                                                            | 3 | 0  | 5  | 5½ з 8    |
| 1949      | Блед                | Вася Пірц                                                                                   | 2 | 2  | 6  | 5 з 10    |
|           | Загреб              | Петар Трифунович, 1-ша шахівниця в матчі Югославія — Нідерланди                             | 0 | 0  | 2  | 1 з 2     |
|           | Будапешт            | Ласло Сабо, 1-ша шахівниця в матчі Угорщина — Нідерланди                                    | 0 | 1  | 1  | ½ з 2     |
|           | Прага               | Ян Фолтис, 1-ша шахівниця в матчі Чехословаччина — Нідерланди                               | 1 | 0  | 1  | 1½ з 2    |
|           | Утрехт              | К. Александер, 1-ша шахівниця в матчі Нідерланди - Англія                                   | 1 | 0  | 1  | 1½ з 2    |
| 1950      | Гаага               | Ян Гейн Доннер                                                                              | 1 | 0  | 3  | 2½ з 4    |
|           | Утрехт              | Светозар Глігорич, 1-ша шахівниця в матчі Нідерланди - Югославія                            | 0 | 0  | 2  | 1 з 2     |
| 1951      | Дюссельдорф         | Вольфганг Унцікер, 1-ша шахівниця в матчі ФРН — Нідерланди                                  | 2 | 0  | 0  | 2 з 2     |
| 1954      | Утрехт              | В. Унцікер, 1-ша шахівниця в матчі Нідерланди - ФРН                                         |   |    |    | 1 з 2     |
| 1955      | Роттердам           | Мирослав Філіп, 1-ша шахівниця в матчі Нідерланди - Чехословаччина                          | 0 | 1  | 1  | ½ з 2     |
| 1955/1956 |                     | Я. Доннер, на першість Нідерландів                                                          | 4 | 0  | 6  | 7 з 10    |
| 1957      | Дортмунд            | В. Унцікер, 1-ша шахівниця в матчі ФРН — Нідерланди                                         |   |    |    | 1 з 2     |
| 1958      | Вліссінген          | Джонатан Пенроуз, 1-ша шахівниця в матчі Нідерланди - Англія                                | 1 | 0  | 1  | 1½ з 2    |
| 1959      | Челтенхэм           | Дж. Пенроуз, 1-ша шахівниця в матчі Англія — Нідерланди                                     |   |    |    | 1 з 2     |
| 1973      | Амстердам           | Ганс Реє, 1-ша шахівниця в матчі «ветерани проти молоді»                                    | 1 | 0  | 1  | 1½ з 2    |

### Шахові олімпіади
Макс Ейве взяв участь у 7 олімпіадах (6 разів представляв команду на першій шахівниці; на олімпіаді 1927 року гравці могли грати за будь-якою шахівницею).
| Рік  | Місто     | Номер олімпіади | + | − | = | Результат | Командне місце | Особисте місце |
| ---- | --------- | --------------- | - | - | - | --------- | -------------- | -------------- |
| 1927 | Лондон    | 1-ша олімпіада  | 7 | 7 | 1 | 10½ з 15  | 4              | 6              |
| 1937 | Стокгольм | 7-ма олімпіада  | 8 | 2 | 3 | 9½ з 13   | 6              | 3              |
| 1950 | Дубровник | 9-та олімпіада  | 5 | 1 | 6 | 8 з 12    | 5              | 6              |
| 1954 | Амстердам | 11-та олімпіада | 4 | 2 | 7 | 7½ з 13   | 8              | 10             |
| 1958 | Мюнхен    | 13-та олімпіада | 7 | 1 | 3 | 8½ з 11   | 14             | 2              |
| 1960 | Лейпциг   | 14-та олімпіада | 3 | 6 | 7 | 6½ з 16   | 10             | 29             |
| 1962 | Варна     | 15-та олімпіада | 1 | 0 | 6 | 4 з 7     | 11             |                |

## Книги
Ейве особисто і в співавторстві написав кілька десятків книг, які багато разів перевидавалися: